# کلید (فیلم ۱۹۵۹)
کلید (ژاپنی: 鍵 Kagi) یا وسوسهٔ غریب (انگلیسی: Odd Obsession) یک فیلم درام ژاپنی به کارگردانی کن ایچیکاوا محصول سال ۱۹۵۹ است که بر پایهٔ رمانی به همین نام از جین‌ایچیرو تانیزاکی ساخته شد.
فیلم در جشنواره فیلم کن ۱۹۶۰ برنده جایزه هیئت داوران جشنواره شد.

## بازیگران
- ماچیکو کیو
- تاتسویا ناکادای
- گانجیرو ناکامورا
- جون هامامورا
- تانیه کیتابایاشی
- کیو سازانکا